# 陈毅 (书法家)
陈毅（1859年—1927年6月），字晓耘、又字五峰、号如是庵主、晚年别署农亚，陕西城固人，清末民初书法家、政治人物。
陈毅幼年读书于斗山，自号为斗山牧童。后于光绪年间考取贡生，进入国子监就读。结业后在学校任教，清末加入同盟会从事革命活动。辛亥革命后，他于民国元年（1912年）2月出任汉中自治督办。次年当选为陕西省议员。民国五年（1916年）任城固县劝学所长，后又黎元洪总统府顾问。护法运动期间他曾任孙中山大元帅府秘书。1927年逝世。
陈毅自幼酷爱书法、造诣颇深，少习颜柳，后又钻研篆隶。他曾遍访名家，并幸得钱塘书法大家毛承基指点。他的书法苍劲豪放，在当时书法界与康有为齐名，有“南康北陈”之称。除此之外，他还精于篆刻、诗词，著有《如是庵主诗集》。其子陈光尧为知名文字学家。